# Chiyo-ni
Chiyo-ni o Kaga no Chiyo (千代尼?) 1703–2 de octubre de 1775) monja budista y poetisa japonesa del periodo Edo. Se considera una de las mejores poetisas haiku.

## Biografía
Nacida en Matto, provincia de Kaga (actualmente Hakusan), hija de un enmarcador, Chiyo-ni empezó a escribir poesía haiku a la edad de 7 años. A los 17 ya era conocida en todo Japón por sus poesías.
Uno de sus más conocidos haiku es:
¡Gloria de la mañana

enredada en el pozo!

Pido agua.

(en la traducción se pierde el ritmo de 5-7-5 sílabas de haiku)